# Urbanismus

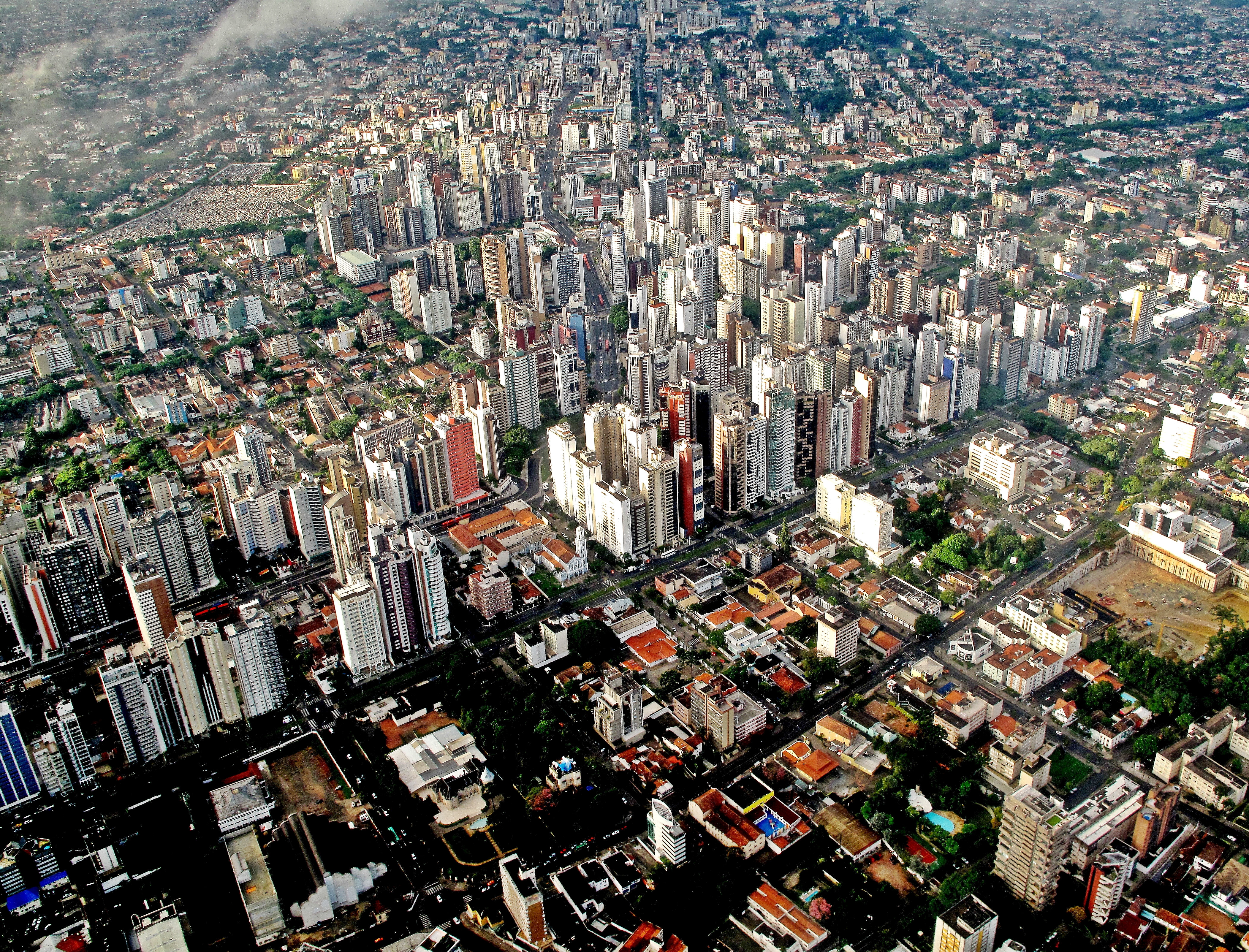
Urbanistická struktura města Curitiba v Brazílii

Urbanismus je disciplína, jejímž cílem je zkoumat a plánovat vytvořené prostředí za účelem rozvoje sídelních útvarů (měst, vesnic) ve společensky funkční a udržitelné celky. Urbanistické projektování navrhuje uspořádání sídel, jejich částí a navazujících částí krajiny a navazuje tak na architekturu, popřípadě krajinářskou architekturu. 
Ve střední, jižní a východní Evropě se pod termín urbanismus zpravidla zahrnuje i plánování sídel, které je složkou územního plánování. Od 20. století je urbanismus rovněž komponentem disciplíny urbanistická sociologie (nauka o urbánním životě a kultuře). Urbanistická sociologie se zabývá hranicí mezi kulturou a přírodou. Ta by měla být vedena tak, aby byla pro společnost co nejvíce efektivní. Kvůli rozvoji vědy a techniky se rozšiřuje možnost působení a dochází často k upřednostňování panství kultury před přírodou.
Územní plánování se zabývá plánováním a regulací vývoje měst, venkovského osídlení a krajiny. Usiluje o směřování k optimálnímu vývoji sídelních struktur, harmonickému uspořádání území, udržení ekologické rovnováhy a ochraně kulturního dědictví s cílem zajištění udržitelného rozvoje území v environmentálním, sociálním a hospodářském ohledu. Je zde zásadní rozdíl mezi utvářením a rozvíjením velkého města, malého města či vesnice. To se primárně odvíjí již od sociologie, konkrétně od rozdílů mezi obyvatelstvem venkova a města.
Město lze z pohledu sociologie definovat jako lidské sídlo, která má vysokou míru zalidnění a fungující dělbu práce, která dokáže zajistit poskytování služeb pro většinu populace. Městské inženýrství se zabývá urbanismem a územním plánováním, veřejnou infrastrukturou, městskými stavbami pro bydlení, občanskou vybaveností včetně staveb pro administrativu, zdravotnictví, kulturu a sport, průmyslovým stavitelstvím, stavební ekonomikou, moderním řízením atd.

## Teorie 20. století

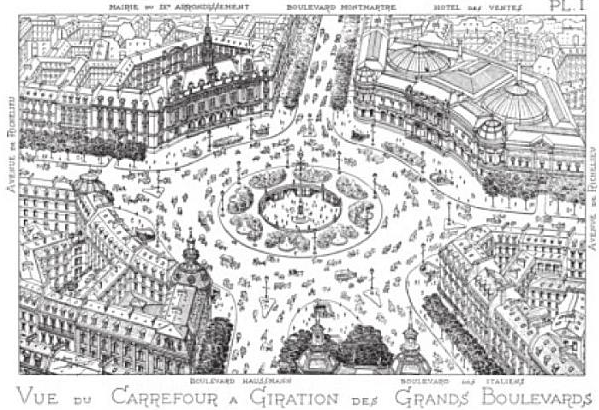
Plán na úpravu bulvárů v Paříži z roku 1910 s cílem zvětšit prostor pro dopravu

### Athénská charta
Athénská charta je soubor zásad modernistického urbanismu z roku 1933 přijatý na konferenci CIAM. Výrazně ovlivnil urbanismus a výstavbu staveb po celém světě po celý zbytek 20. století. Její zástupce, švýcarský architekt Le Corbusier požadoval funkční oddělení měst a začaly se tak budovat například sídliště zcela oddělené od pracovních čtvrtí a velká segregace nastala i v dopravě.

### Chicagská škola
Chicagská škola je označení myšlenkového proudu v sociologii z 20 až 40. let 20. století. Její nejvýznamnější koncepce pro urbanismus jsou "Ekologický přístup k analýze měst" a "Urbanismus jako způsob života". Ekologie měst je koncepce založená na termínu ekologie, což je studium adaptace rostlin a živočichů na okolní prostředí. Koncept vychází z předpokladu, že v přírodě jsou organismy systematicky rozmístěny v terénu tak, aby byla rovnováha mezi jednotlivými druhy, a aplikuje tuto myšlenku na městské prostředí. Města nerostou náhodně, ale reagují na okolní prostředí (bývají stavěna podél řek, na nížinách, na křižovatkách obchodních cest atd.).
Osidlování území a pohyb neboli přesun obyvatel ve městě a jeho aglomeraci podléhá podobným zákonitostem, které lze nalézt v přírodě. Jedná se hlavně o kompetici, invazi a sukcesi, které lze pozorovat na pohybu skupin obyvatel ve městě zapříčiněném soutěží o omezené zdroje (půdu). Například na počátku růstu města se obyvatelé snaží soustřeďovat kolem průmyslu (zdroj práce) a vytvářejí prostředí, které se časem stává stále přitažlivějším, a pak vzniká soutěž (kompetice) o jeho získání. Limity tohoto konceptu spočívají ve faktu, že nebere do úvahy význam záměrného projektování a plánování měst, což má za následek, že vyvinutý model uspořádání v praxi často nefunguje.
Součástí teorie je i fakt, že vysoká koncentrace a mobilita ve městech způsobuje slabší pouto mezi obyvateli města, například v porovnání s venkovem. To má dle autorů teorie za následek, že ve městě převažuje soutěživost nad spoluprací, což může být dle autorů podhoubí pro sociální patologie.

### Síťová teorie
Francouzský urbanista Gabriel Dupuy aplikoval teorii sítí na urbanismus a tvrdí, že jediným dominantním charakterem moderního urbanismu je jeho síťový charakter, na rozdíl od odděleného pojetí prostoru (zónování).
Manuel Castells navrhl, že v rámci společnosti sítí, „prémiová“ síť infrastruktury (vysokorychlostní telekomunikace, „chytré“ dálnice, globální sítě aerolinek) selektivně propojuje nejvíc zvýhodněných uživatelů a místa a vynechává ostatní.

## Vývoj v 21. století

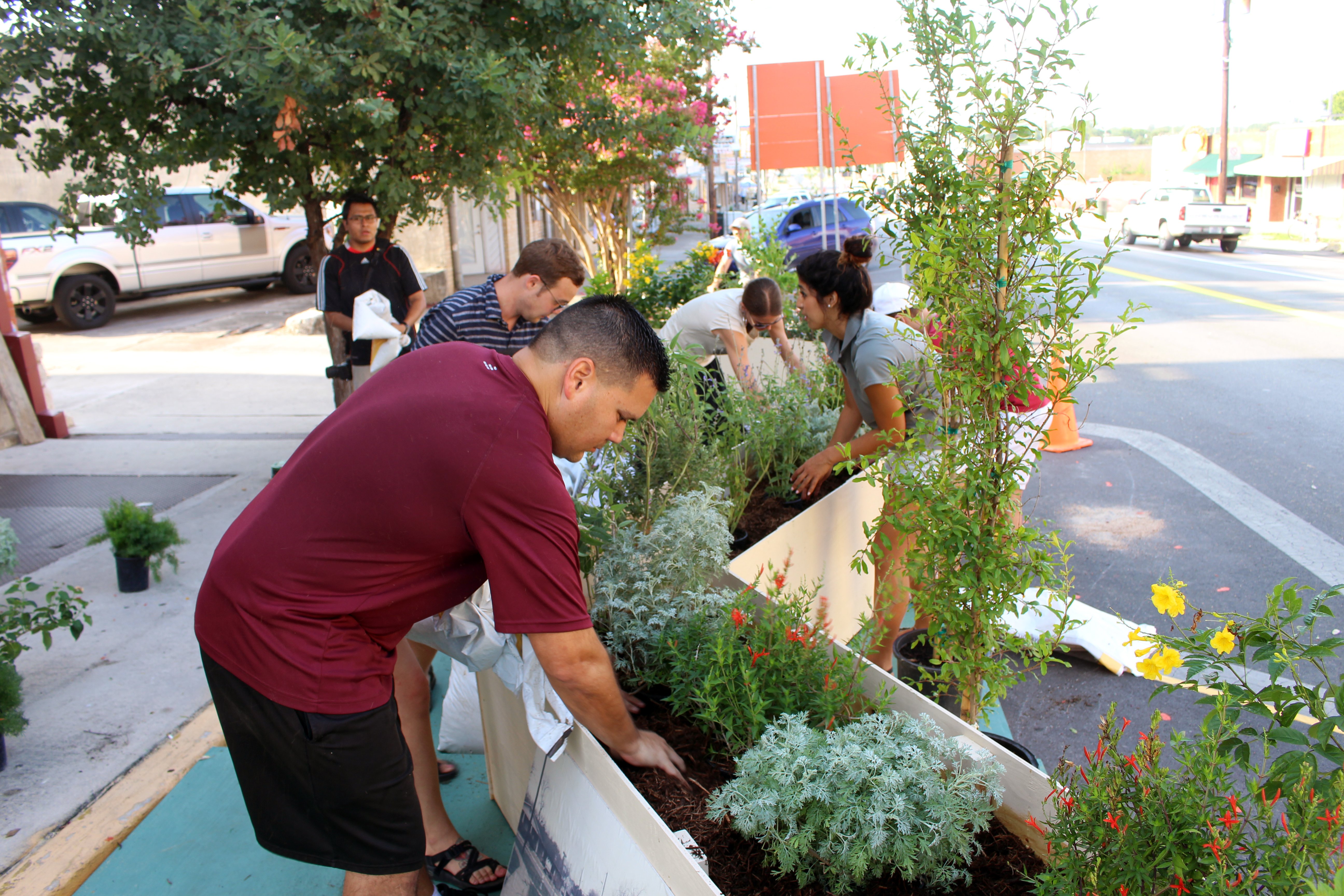
Taktický urbanismus často do ulic dříve „obětovaných" automobilové dopravě vrací zeleň a lepší podmínky pro pěší, cyklistickou i veřejnou dopravu.

Od konce 20. století se urbanismus inspiruje tradičními metodami růstu měst (Nový urbanismus) a otevírá prostor iniciativám zdola, od samotných obyvatel města, příkladem toho je taktický urbanismus. V roce 2003 dochází k aktualizaci Athénské charty, která částečně upouští od původních požadavků. 
Po roce 2010 vznikl koncept Města krátkých vzdáleností, který je založen principu, že obyvatelé mají všechny běžné denní potřeby v blízkém okolí svého bydliště. Někdy se teorie nazývá také jako 15minutové město.
Dánský architekt a urbanista Jan Gehl požaduje budování ulic v lidském měřítku, odmítá rozšiřování silniční sítě uvnitř měst s tím, že nové silnice kvůli dopravní indukci přinesou dost měst akorát víc automobilů. Navrhuje větší rozvoj pěší, cyklistické a veřejné dopravy.
Na začátku 21. století lze po světě sledovat také trend gentrifikace. Jde o renovaci zchátralých čtvrtí pro nové vysokopříjmové obyvatele. Gentrifikace tak zvyšuje hodnotu daného místa, často však donutí původní obyvatele k vystěhování, neboť si nemohou dovolit vysoké nájmy, drahé školné apod.
Řadu měst ovlivňuje také overturismus, tedy centra měst přeplněná turisty kvůli rozmachu cestovního ruchu.

#### Suburbanizace

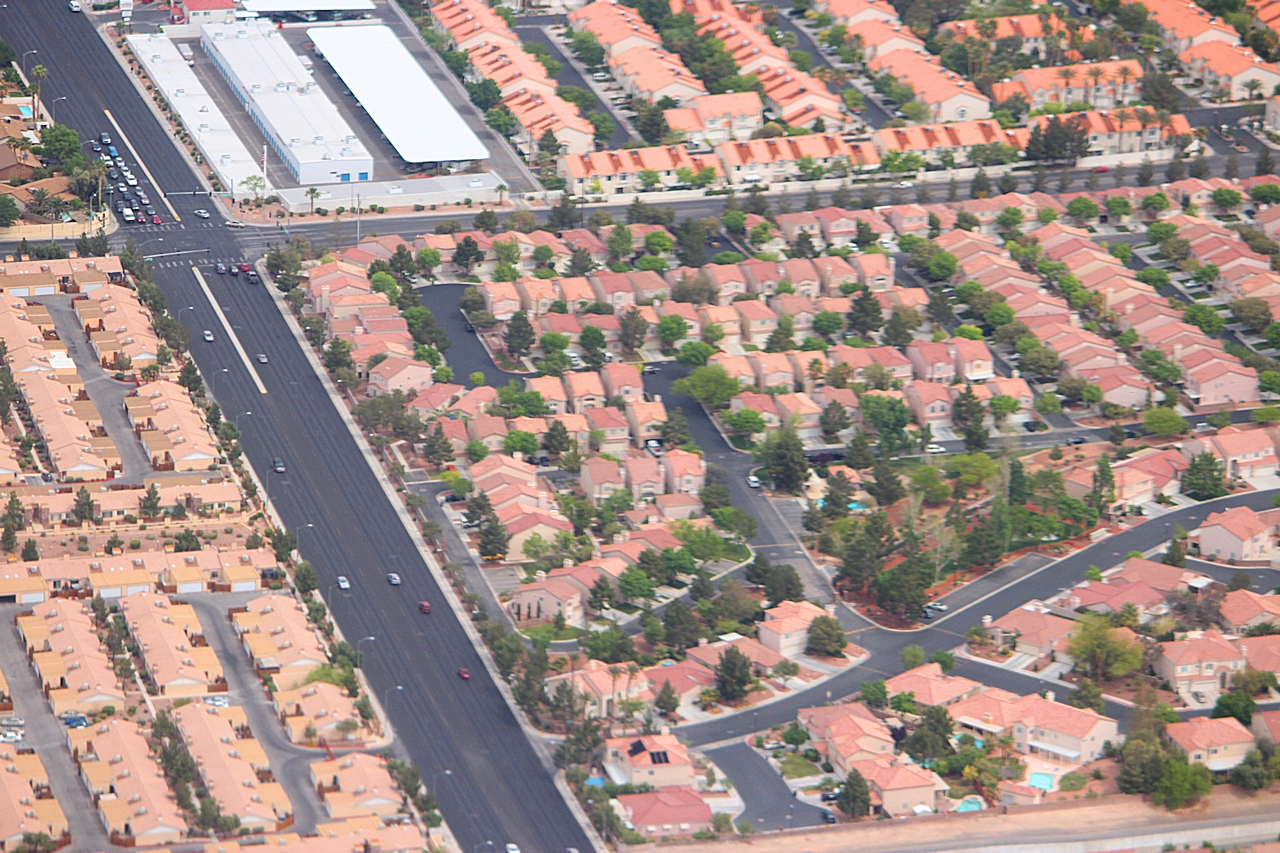
Suburbie v Las Vegas v USA. Tyto monofunkční čtvrti nenavazují na původní urbanistickou dopravu a neobsahují jiné funkci než bydlení. Obyvatelé tak jsou odkázání používat pro všechny potřeby automobily.

Vrchol suburbanizace probíhal ve Spojených státech amerických v 50. až 60. letech 20. století. V průběhu této doby se předměstské oblasti rozrostly o 48 %, zatímco centra měst se zvětšila o pouhých 10 %. Na předměstí se stěhovaly téměř výhradně bělošské rodiny, jejichž hlavním motivem bylo vyhledávání čistě bělošských škol pro svoje děti – v centrech měst se prosazovalo rasové míšení. V současnosti není dělicím prvkem mezi centrem a předměstím rasa, ale třída. Bohatší lidé hledají lepší bydlení a školy a odcházejí proto z problematických městských center. Podobný trend suburbanizace probíhal ve Velké Británii v okolí Londýna v mezidobí obou světových válek. Suburbanizace byla úzce spjata s budováním metra a další dopravní infrastruktury. V Česku nastala suburbanizace v 90. letech, architekt Pavel Hnilička tento trend popsal v knize Sídelní kaše.

#### Úpadek center velkoměst v USA
Společně s růstem předměstí ve USA probíhal úpadek městských center. Stěhování skupin obyvatel s vysokými příjmy na periferie snížilo daňové výnosy vnitřních městských částí. V centrech měst tak často chybí příjmy, neboť většina obyvatel je nízkopříjmová. Skutečnost ještě zhoršuje špatný stav budov, růst zločinnosti a vysoká nezaměstnanost. To ještě víc motivuje obyvatele, aby se z center stěhovali, čímž dále přispívají k jejich úpadku.

## Urbanismus v Česku
Urbanismus v Česku se na začátku 21. století mění. Je zde sice návaznost na vývoj měst v období socialismu, od této doby lze ale sledovat velký pokrok. Svědčí o tom například počet dokončených bytů v Praze před rokem 1989 a nyní. Počet značně klesl, a to i z toho důvodu, že se o nových velkých zástavbách vede hlubší a náročnější debata.

## V umění
Urbanismus je například tématem hry Václava Havla Asanace.